# Saison 28 des Mystères de l'amour
Chronologie
Saison 27 Saison 29
Cet article présente la vingt-huitième saison de la série télévisée française Les Mystères de l'amour, diffusée à partir du 23 janvier 2022.

## Distribution

### Acteurs principaux (dans l’ordre d’apparition au générique)
- )Hélène Rollès : Hélène Vernier
- Patrick Puydebat : Nicolas Vernier
- Elsa Esnoult : Fanny Greyson Roquier
- Sébastien Roch : Christian Roquier
- Cathy Andrieu : Cathy Da Silva
- Philippe Vasseur : José Da Silva
- Laure Guibert : Bénédicte Breton
- Tom Schacht : Jimmy Werner
- Isabelle Bouysse : Jeanne Garnier
- Laly Meignan : Laly Polleï
- Carole Dechantre : Émilie « Ingrid » Soustal
- Macha Polikarpova : Olga Poliarva
- Lakshan Abenayake : Rudy Ayake
- David Proux : Étienne
- Angèle Vivier : Aurélie Breton
- Marjorie Bourgeois : Stéphanie Dorville
- Benjamin Cotte : Nicky Vernier
- Jean-Luc Voyeux : Claude Guéant
- Benoît Dubois : Victor Sanchez
- Frank Delay : Pierre Roussell
- Manon Schraen : Léa Werner
- Blanche Alcy : Lou Blanchet
- Moise Crespy : Dr. Bob Blake
- Guillaume Gronnier-Henouil : Stephane/Guillaume Carrat
- Hélène Renard : Alex Pottier
- Charlène François : Sophie Grangier
- Jean-Baptiste Sagory : Sylvain Pottier
- Mathilda Delecroix Denquin : Élise Bollet

### Acteurs récurrents
- Loïc Bilong : Erwan Watson #3
- Marion Huguenin : Chloé Girard Roquier
- Valentine Kipp : Joyce, l’amie de Elise
- Legrand Bemba-Debert : Dr. Dylan Blake
- Melodie Dubois : Melodie
- Aden Caillault : Addy
- Romain Emon : Dr. Fabrice Dumont
- Julie Chevallier : Béatrice Goutolescou
- Richard Pigois : John Greyson
- Frédérique Duprat : Margaux, la copine de Morgane
- Virginie Théron : Gabriela Matei/Polei
- Benoît Lemoine : Jean Nico, le vendeur, collegue de Margaux
- Paco Pérez : Le capitiane Olivier Joubert
- Olivier Valverde : Alban
- June Rolles : Elina Joseph
- Marcus Rolles : Kendy Joseph
- Supayass Play're : Yacine
- Audrey Moore : Audrey McAllister
- Elliot Delage : Julien Da Silva
- Raphaël Mondon : Pietro, admirateur obsédé de Bénédicte
- Radomir Stojanovic : Raph, l’homme qui avait enlevé Brad
- Jack Mehal : Jack
- Terry Shane : Arielle Donovan
- Marie-Anne Guilbert : Edith, l'amie de Margaux
- Anthony Colette : Lui-même, chanteur et danseur
- Théo Dussoulié : Georgio, créancier de frère de Joyce
- Romain Darbon : Lui-même, le musicien de Fanny et Hélène
- Charlotte Tiechart : Melissa Blanchot
- Benjamin Vuibert : Sancho
- Bradley Cole : Brad Holloway
- Claire Thomas : Megane
- Arthur Links : Lui-même, le musicien de Fanny
- Jessica Rock : Elle-même, la musicien de Fanny
- Julien Santerre : Lui-même, le musicien de Fanny
- Jules Burley-Viennay : Infirmièr
- Sévy Villette   : Ange Dubois/Blanchet # 2,  la mère de Lou
- Bérénice Tannenberg : L'amie de Margaux
- Naela Savidan : L'amie de Margaux
- Hugo Morasso : Tom
- Kévin Duforest : Sauveteur SAMU
- Cédric Monnet : Sauveteur SAMU
- Michel Brugier : Michel  Lomeau, l'opérateur d'INFO France
- Joséphine Stoll : Manon Delclos
- Isabelle Kirszenblat : Isabelle, la journaliste d'INFO France
- Marion Belhamou : Maite
- Olivier Quéméner : Olivier Morvan, le journaliste d'INFO France
- Jamel El Gharbi : Sergei
- Sandrine Sengier : Tania Milot/Milau ex-codétenue d'Ingrid
- Marie Duval : Fan de Fanny
- Sophie Gemin : Clémence Dubois / l'infirmière de Nicolas
- Franck Messica : Dr. Daniel Denak
- Graziella Jullian : Amelia
- Loïc Petit : Infirmier
- Yannick Blivet : Le journaliste
- Mathieu Baquey : Infirmièr-paparazzi
- Franck Narbo : Le travailleur de Super Surf, le collègue de Mélodie
- Lucien Hébrant : Fan de Fanny
- Marie-Louise Compain : Hôtesse Aéroport
- Dylan Louhounghou : Policier
- Alexis Desprez : Infirmier
- Julie Wolff : Amélie, sœur de Tom
- Julien Gasparoux : Infirmièr, fan de Fanny
- Charly Hill : Type Love Island
- Marie-Pierre Crespo : Dr. Marie-Pierre Crespo, l'amie de Jeanne sur Love Island
- Daniel Dos Santos : Policier

## Production
L'ensemble des épisodes de la saison sont produits par le groupe audiovisuel français JLA, fondé et présidé par Jean-Luc Azoulay.

## Épisodes
1. Aveu brutal
2. Peut-être pas
3. Retour de fête
4. Arc en ciel et diamants
5. Départs séparés
6. Bruxelles
7. Triste voyage
8. La triste histoire
9. Danger persistant
10. Encore une fois
11. Dévoilée
12. Vengeance imminente
13. Retournements imprévus
14. Famille d'accueil
15. Tout près du ciel
16. Le temps des soupçons
17. Je tue... Elles
18. Concert inattendu
19. Dangereux retour
20. C'est bon de revenir
21. Recherches et méditation
22. Amours, prières et danger
23. Sauvetage en mer
24. Troublante coïncidence
25. Dangereux bouquet
26. Enfin!

## Évolution des audiences

### Globale
| Minimum | 305 000 | Maximum | 651 000 | Moyenne | 464 885 |

### Par jour de diffusion
| Samedi   | Minimum | 342 000 | Maximum | 446 000 | Moyenne | 399 846 |
| Dimanche | Minimum | 305 000 | Maximum | 651 000 | Moyenne | 529 923 |